# 지방도 제709호선
지방도 제709호선은 전북특별자치도 군산시 옥서면 옥서삼거리와 성산면 하구둑사거리를 잇는 전북특별자치도의 지방도이다.

## 연혁
- 2012년 8월 30일 : 군산시 옥산면 남내리 ~ 사정동 약 2.74km 구간 개통[1]
- 2024년 8월 30일 : 옥서 ~ 성산간 도로(군산시 성산면 둔덕리) 620m 구간 개량 개통, 기존 450m 구간 폐지[2]

## 주요 경유지
- 군산시
  - 옥서면 옥서삼거리 - 구호촌사거리
  - 옥구읍 어은삼거리 - 어은교 - 옥구역 - 어은리 - 옥구초등학교 - 선제리 - 옥구읍사무소 - 선제사거리 - 상평교 - 중교 - 상평삼거리 - 상평리 - 옥구농공단지 - 칠다리삼거리 - 이곡리
  - 회현면 평유삼거리 - 회현초등학교 - 대정리 - 회현사거리 - 학당리 - 고사리
  - 옥산면 남내리 - 남내 교차로 - 옥산리 - 옥산교 - 옥산 교차로 - 봉서2 교차로 - 사정1 교차로 - 사정교
  - 개정동 사정교 - 운동장사거리 - 군산소방서 - 개정동주민센터 - 동안마을 교차로 - 개정파출소
  - 개정면 아동리 - 송호 교차로 - 운회리
  - 성산면 고봉리 - 성산면사무소 - 성산삼거리 - 중앙삼거리 - 군산 나들목 입구 - 둔덕리 - 성덕리 - 성덕삼거리 - 금강철새조망대 - 군산금강랜드 - 하구둑사거리

## 중복 구간
- 군산시 개정동 운동장사거리 ~ 개정파출소 : 국도 제26호선과 중복

## 도로명
- 군산시 옥서면 옥서삼거리 ~ 구호촌사거리 : 옥봉들3길
- 군산시 옥서면 구호촌사거리 ~ 옥구읍 선제사거리 : 옥구로
- 군산시 옥구읍 선제사거리 ~ 칠다리삼거리 : 상평로
- 군산시 옥구읍 칠다리삼거리 ~ 회현면 평유삼거리 : 하포로
- 군산시 회현면 평유삼거리 ~ 회현사거리 : 회현로
- 군산시 회현면 회현사거리 ~ 옥산면 남내 교차로 : 대위로
- 군산시 옥산면 남내 교차로 ~ 개정동 운동장사거리 : 옥산로
- 군산시 개정동 운동장사거리 ~ 개정파출소 : 번영로
- 군산시 개정동 개정파출소 ~ 개정면 송호 교차로 : 아동남로
- 군산시 개정면 송호 교차로 ~ 성산면 성산삼거리 : 송호로
- 군산시 성산면 성산삼거리 ~ 군산 나들목 입구 : 동군산로
- 군산시 성산면 군산 나들목 입구 ~ 성덕삼거리 : 오성로
- 군산시 성산면 성덕삼거리 ~ 하구둑사거리 : 철새로